# Parafia św. Bartłomieja w Grodźcu (diecezja płocka)
Parafia pw. Świętego Bartłomieja w Grodźcu – parafia rzymskokatolicka należąca do dekanatu wyszogrodzkiego, diecezji płockiej, metropolii warszawskiej.

## Kościół parafialny
Pierwsza wzmianka o kościele w Grodźcu pojawiła się w 1403 roku. Obecna świątynia pochodzi z 1854. Jest to kościół drewniany o konstrukcji zrębowej, oszalowany. Obok stoi drewniana dzwonnica z XIX wieku.